# Simone Cousteau
Simone Melchior Cousteau (n. 19 ianuarie 1919, Toulon, Franța – d. 1 decembrie 1990, Monaco) a fost soția și partenerul de afaceri al exploratorului Jacques-Yves Cousteau. Simone Cousteau a fost cea care l-a susținut pe Cousteau și a avut contribuții decisive la  realizarea proiectelor comandantului.

## Biografie
Tatăl ei, Henry Melchior, a fost amiral în marina franceză și director la cunoscuta companie Air Liquide, iar mama, Marguerite Melchior. Simone a avut doi frați, Maurice și  Michel, frate geamăn. Cei doi bunici, Jules Melchior și Jean Baehme din partea mamei, au fost de asemeni amirali în marina franceză.
În 1924 se mută cu familia la Kobe, Japonia, unde Simone la vârsta de cinci ani, a învățat limba japoneză.
Simone l-a întâlnit pe viitorul ei soț, Jacques, la o petrecere în 1937. S-au căsătorit la Église Saint-Louis des Invalides, la Paris, pe 12 iulie 1937.
După o lună de miere în Elveția și Italia, soții Cousteau s-au stabilit în Le Mourillon, un cartier din Toulon. Primul lor fiu, Jean-Michel s-a născut la 6 mai 1938 iar Philippe Pierre la 30 decembrie 1940.
După armistițiul din 1940, familia Cousteau se refugiază la Megève, unde leagă o relație de prietenie cu familia Ichac, care locuia și ea acolo. Jacques-Yves Cousteau și Marcel Ichac partajau aceeași dorință de a descoperi marelui public locuri necunoscute și inaccesibile: primul dintre ei, lumea acvatică, cel de-al doilea, marile înălțimi montane.
În 1942, tatăl lui Simone, Henri Melchior furnizează mijloacele de finanțare și expertiză tehnică de fabricație lui Émile Gagnan, un inginer canadian specialist în detentoare la uzina Air Liquide din Paris, pentru a concepe împreună cu Jacques Cousteau un detentor pentru un aparat autonom de respirat sub apă.
Simone a fost prezentă apoi în 1943, la testarea prototipului acestui detentor, în râul Marne de lângă Paris, ocazie cu care a devenit prima femeie scafandru. Noua invenție urma să fie folosită de către scafandrii militari francezi pentru a localiza și elimina minele inamice după al doilea război mondial.
În timpul primei călătorii a navei Calypso în Marea Roșie în 1952, Simone a fost singura femeie la bord.
În 1963, Simone a devenit și prima femeie acvanaut când a stat ultimele patru zile în laboratorul submarin „Steaua de mare”, cu ocazia experimentului Precontinent II.
Simone Cousteau a murit în 1990 de cancer. A primit o înmormântare militară completă, iar cenușa ei a fost împrăștiată în Marea Mediterană, lângă Monaco.